# 가평 현등사 칠성정화도
가평 현등사 칠성정화도(加平 懸燈寺 七星幀畵)는 대한민국 경기도 가평군 현등사에 있는 조선시대의 불화이다. 2003년 9월 8일 경기도의 문화재자료 제125호로 지정되었다.
1861년 상궁양씨 등이 발원하고 화계사에서 이전하여 현등사에 봉안된 것으로 하운당 유거가 그린 작품으로 화면은 약간 박락이 있지만 보존상태가 양호하고 19세기 불화 연구의 중요한 자료이다.

## 개요
크기는 가로 182cm, 세로 203cm로 중앙에 본존인 치성광여래(熾星光如來)가 뿔이 하나 달린 흰 소가 끄는 이륜거(二輪車)의 팔각연화좌 위에 결가부좌하고 있다. 이중원형광배를 둘렀고, 정수리의 정상계주에서 뻗어나온 광명이 옆으로 길게 과운문을 형성하였으며 그 양 끝에는 각각 여래좌상 3구씩이 타고 있다. 목에는 삼도가 있으며 발목에는 연꽃모양의 장식이 표현되었다.
본존의 두광 위에는 보개가 있는데, 이를 정점으로 노인성·태일성 및 합장한 칠여래 등의 두광을 잇는 선이 삼각형 구도를 이루고 있다. 그 내부의 치성광삼존 역시 삼각형 구도로 일광·월광보살은 각각 해와 달의 표식이 있는 보관을 쓰고 연꽃가지와 연꽃을 들었다. 아래로부터 관대집홀한 삼태육성과 동자승 모습의 합장한 원래의 칠성, 각자의 이름이 씌어진 관을 쓰고 홀을 든 이십팔숙 등이 배치되어 있다. 이중 남극노인성은 이마가 튀어나오고 정수리가 솟아나오게 표현한 것이 특징이다.

## 참고 자료
- 가평현등사칠성정화도 - 국가유산청 국가유산포털